# Clan of Xymox
Clan of Xymox, también conocidos simplemente como Xymox en sus primeros trabajos, es una banda neerlandesa de darkwave formada en Nimega en 1981. Es considerado uno de los pioneros de este sonido, que se caracteriza por fusionar gothic rock con elementos del synthpop, new wave y estilos electrónicos. Está compuesta por Ronny Moorings, Mojca Zugna, Mario Usai, y Agnes Jasper, aunque la formación original se conformaba por Ronny Moorings, Pieter Nooten, y Anke Wolbert. Sus primeros trabajos fueron editados bajo el nombre de Xymox por la discográfica 4AD y estaban enfocados hacia el sonido pop de los años 80 y hacia el mainstream de la época. Tras cambiar el nombre a Clan of Xymox, tanto el sonido como la estética de la formación empezó a tener una relación cada vez más fuerte y reforzada con la música gótica actual aunque manteniendo sus raíces y sus señas de identidad. En la actualidad es una de las bandas más consideradas de su estilo tanto fuera como dentro de la subcultura gótica.

## Historia

### Formación y años en 4AD
Clan of Xymox se formó en 1981, en Holanda (Países Bajos). Sus primeros álbumes fueron editados por el sello discográfico independiente inglés 4AD, propiedad de Ivo Watts-Russell y Peter Kent. A partir de entonces, la agrupación fue cambiando de sellos discográficos tratando de evolucionar y crear su propio estilo a pesar del gran éxito que cosecharon con 4AD por toda Europa al convertirse rápidamente en una banda de culto.[cita requerida]
En su EP, Subsequents Pleasures ya se incluyó uno de los sencillos más exitosos de toda su carrera, «Moscovite Mosquito» al ser este un referente en numerosos recopilatorios y remixes como Abstracte Magazine Vol.5, editado un año más tarde, o bien en Lonely Is An Eyesore, compilado por 4AD.
En 1985 editaron su primer álbum homónimo, plagado de sonidos maquinales claramente influenciado por la Electronic Body Music (EBM), el post-punk y la dark wave que se comenzaba a dar a conocer en la década de los 80. Curiosamente, en su edición original, no fue incluido «Moscovite Musquito», sino que fue añadido en una edición posterior por 4AD en 2000.
En 1987 editaron su segundo CD: Medusa, donde se expone la línea musical que desarrollaría el grupo a lo largo de su carrera: constantes ejercicios de electro beat, pop elegante con pasajes netamente oscuros y secuencias cercanas al electro industrial.[cita requerida] Generalmente es considerado como el mejor disco del grupo. En él se encuentran varias canciones clásicas del grupo, como «Louise» o «Back Door». En la reedición que 4AD hizo en el 2000 añadiría «Blind Hearts», «Scum» y «A Million Things», otro de los temas que más han dado a conocer a la formación a medio camino entre la electrónica oscura y el rock gótico.

### Éxito internacional y años en PolyGram

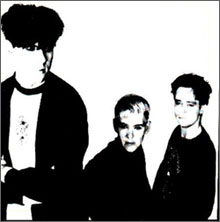
Ronny Moorings, Anka Wolbert y Pieter Nooten en 1991.

La historia de Clan Of Xymox, contada de manera literal, debería detenerse en este punto, puesto que hasta 1994 no volverían con este nombre, sino que el grupo pasó a llamarse únicamente Xymox, coincidiendo con el cambio de sello discográfico a Polygram a través de Wing, un subsello de la otrora multinacional del disco.
Bajo esta abreviatura que, en un tiempo, llegó a confundir a sus seguidores, la banda lanzó en 1988 «Twist of Shadows». Este tercer álbum, si tenemos en cuenta el total de producciones de Moorings y compañía —siempre con Mojca Zugna—, fue el paso definitivo para Xymox a la hora de abrirse camino entre el público estadounidense. Phoenix llegó en 1991 lanzado con Polygram, tras lo cual Xymox comenzó una gira mundial que le llevaría a entrar en listas de ventas de espacios musicales independientes.

### Época de sellos independientes y vuelta a Alemania
Metamorphosis y Headclouds fueron los dos últimos álbumes editados por Zok Records, una discográfica independiente, específicamente creada para editar los discos de la banda. Fue una época en la que el grupo holandés fue enfocando sus producciones hacia la música de baile pero aquella época dio paso a un retorno a sus raíces.
Fue en 1997 cuando Ronny Moorings, fundador y líder de la banda, retomó el nombre del Clan of Xymox y la banda firmó para un nuevo sello, Tess Records, moviendo su producción musical hacia Alemania que coincidió con resurgimiento del gothic rock en esta región junto a grupos como Nine Inch Nails y Rammstein. Hidden Faces contó con la producción de Dave M. Allen y John A. Rivers que trabajaron para grupos de la escena gótica como Sisters of mercy, The Cure, Dead Can Dance o Love and Rockets. Este LP obtuvo sobrado reconocimiento, puesto que la gira posterior trascendió no sólo el continente europeo y EE. UU., sino que también los holandeses abrieron sus miras hacia el público suramericano. A partir de este trabajo, Clan of Xymox participó en festivales de la talla del Zillo y el Wave Gothic Treffen.
En 1999, el grupo editó Creatures, un álbum que les abrió la ventana al mundo y que los llevó por primera vez a una extensa gira, desde las frías ciudades europeas hasta las cálidas tierras de Norte y Sudamérica.
En 2006 pusieron a la venta dos nuevos trabajos, el Maxi Weak In My Knees y el LP Breaking Point, donde la gira se dirigió por Italia y Alemania, promocionando este último. En 2009, la banda publicó In Love We Trust, álbum que cosechó notables críticas musicales.
Sus dos últimos trabajos hasta la fecha han sido Matters Of Mind, Body And Soul (2014) y Days of Black (2017), con una buena aceptación entre su público y la crítica especializada.[cita requerida]

## Legado
Aunque fueran bandas como Joy Division, The Cure o Siouxsie & the Banshees las que empezaron con la corriente post-punk con atmósferas un tanto depresivas, fueron bandas como Clan Of Xymox junto a Dead Can Dance y a Cocteau Twins, las pioneras de  la naciente darkwave. Clan Of Xymox —que siempre se mantuvo dentro de la escena underground pese a su notable éxito internacional— sentaron las bases principales del sonido new wave siniestro.[cita requerida]
En algunos casos, destacan las canciones instrumentales de fondo para adquirir un sonido atmosférico, y, en otros, el uso de sintetizadores y caja de ritmos para generar sonidos electrónicos que crean un ambiente apocalíptico o siniestro.[cita requerida] Entre las bandas influenciadas por Clan Of Xymox se encuentran los italianos The Frozen Autumn y con quienes compartieron casa discográfica en alguna ocasión.

## Discografía

### Discografía de Clan of Xymox
| Álbumes de estudio - Clan of Xymox (1985) LP, CD - Medusa (1986) LP, CD - Hidden Faces (1997) CD - Creatures (1999) CD - Notes from the Underground (2001) CD - Farewell (2003) CD - Breaking Point (2006) CD - In Love We Trust (2009) CD - Darkest Hour (2011) CD - Kindred Spirits (2012) CD - Matters Of Mind, Body And Soul (2014) CD - Days of Black (2017) CD - Spider on the Wall, (CD, Trisol/Metropolis 2020) | Sencillos y EPs - A Day/Stranger (1985) 12" - A Day (1985) 7" - Muscoviet Musquito (1986) 7" - Louise/Michelle (1986) 7" - Subsequent Pleasures (1994) CD Re-release - Out of the Rain (1997) CD EP - This World (1998) Maxi CD - Consolation (1999) Maxi CD - Liberty (2000) Maxi CD - There's No Tomorrow (2002) Maxi CD - Weak In My Knees (2006) Maxi CD |

| Álbumes en directo - Live (2000) CD - Live at Castle Party (2011) CD/DVD | Recopilatorios - Remixes from the Underground (2001) 2-CD - The Best of Clan of Xymox (2004) CD |

### Discografía de Xymox
| Álbumes de estudio - Twist of Shadows (1989) LP, CD - Phoenix (1991) LP, CD - Metamorphosis (1992) CD - Headclouds (1993) LP, CD | Sencillos y EPs - Subsequent Pleasures (1983) 12" - Blind Hearts / A Million Things (1988) 12" - Blind Hearts (1989) 12" - Obsession (1989) 12", 7", CD - Imagination (1989) 12", 7", CD - Phoenix of my Heart (1991) 12", 7", CD - At the End of the Day (1991) 12", CD - Spiritual High (1993) CD, 7", CS - Dream On 12", CD - Reaching Out (1993) 12", CD |

### Contribuciones
- Lonely Is an Eyesore (compilación 4-AD, 1987 "Muscoviet Musquito" como Clan of Xymox)

## Curiosidades
- El video musical del tema Obsession está rodado en el pueblo zaragozano de Belchite.[cita requerida]